# 7747 Michałowski
7747 Michałowski eller 1987 SO är en asteroid i huvudbältet som upptäcktes den 19 september 1987 av den amerikanske astronomen Edward L.G. Bowell vid Anderson Mesa Station. Den är uppkallad efter astronomen Tadeusz Michałowski.
Asteroiden har en diameter på ungefär 5 kilometer.